# Armand David
Jean Pierre Armand David (27 de septiembre de 1826-10 de noviembre de 1900) fue un sacerdote y misionero de la Congregación de la misión natural de Espelette, Francia, que pasó gran parte de su vida destinado en China. Además de su vocación religiosa, llevó a cabo también una importante labor como naturalista, dando a conocer en Occidente multitud de plantas y animales de origen chino desconocidos hasta entonces por la ciencia. Varias de estas especies (descritos por biólogos europeos a partir del material que él les enviaba) llevan su nombre en su honor.

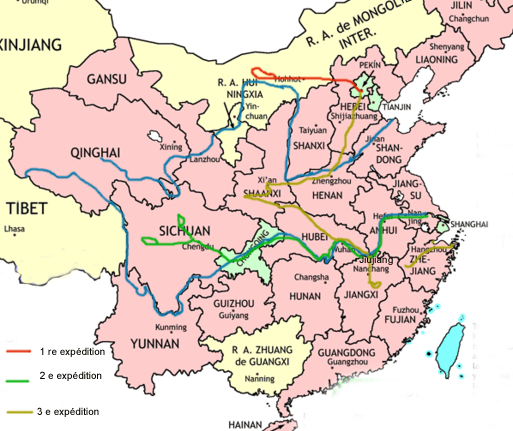
Las expediciones del Padre David

## Biografía
Nació el 27 de septiembre de 1826 en Espelette, localidad del País Vasco francés cercana a Bayona, y desde siempre manifestó un profundo interés por las ciencias naturales.
Entró en los Paúles en 1848 y fue ordenado en 1862, siendo destinado casi inmediatamente a Pekín. Nada más llegar a la ciudad comenzó una laboriosa recolección de materiales de museo, entre los que se encontraban animales, plantas, fósiles y minerales. Gran parte de esta colección particular sería enviada a Francia por petición expresa de su gobierno, donde suscitó un gran interés. En poco tiempo, el propio Jardin des Plantes de París le encargó la misión de recorrer China con el fin de recopilar nuevas especies con las que engrosar su catálogo de vegetales exóticos.
El Padre David descubrió numerosas especies de plantas y de animales desconocidos en Occidente, que contribuyeron considerablemente al avance de la Taxonomía y la Biogeografía, y le valieron al misionero el reconocimiento científico internacional.
En 1888 viajó a París y recapituló cada uno de sus hallazgos en el Congreso Científico Católico celebrado ese año. Había estudiado hasta ese momento 200 especies de mamíferos y 807 de aves, de las cuales se desconocían 63 y 65 especies, respectivamente. También había recopilado decenas de reptiles, anfibios, peces e insectos que cedió en seguida a varios especialistas para que pudieran estudiarlos en profundidad.

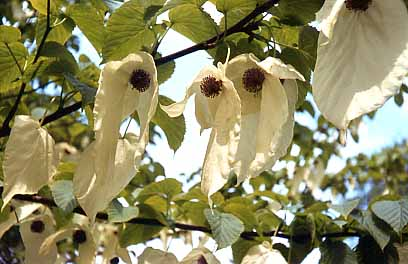
El árbol de las palomas (Davidia involucrata) fue descubierto por Armand David, y nombrado en su honor.

En cuanto a la botánica, concentró sus estudios en las montañas del oeste de China, que no había sido exploradas por occidentales hasta ese momento, y volvió con cientos de muestras, entre las que se encontraban varias pertenecientes a 52 especies desconocidas de rododendros y 40 de prímulas ignotas. Algunas de las nuevas plantas descubiertas por él y bautizadas luego en su honor fueron la Buddleja davidii, la Davidia involucrata y el pino blanco de China (Pinus armandii).
Armand David fue también el primer occidental en observar y describir dos de los mamíferos más amenazados del mundo, el ciervo del Padre David y el panda gigante, símbolo de la conservación de la naturaleza.
Murió el 10 de noviembre de 1900 en París.

## Algunas publicaciones

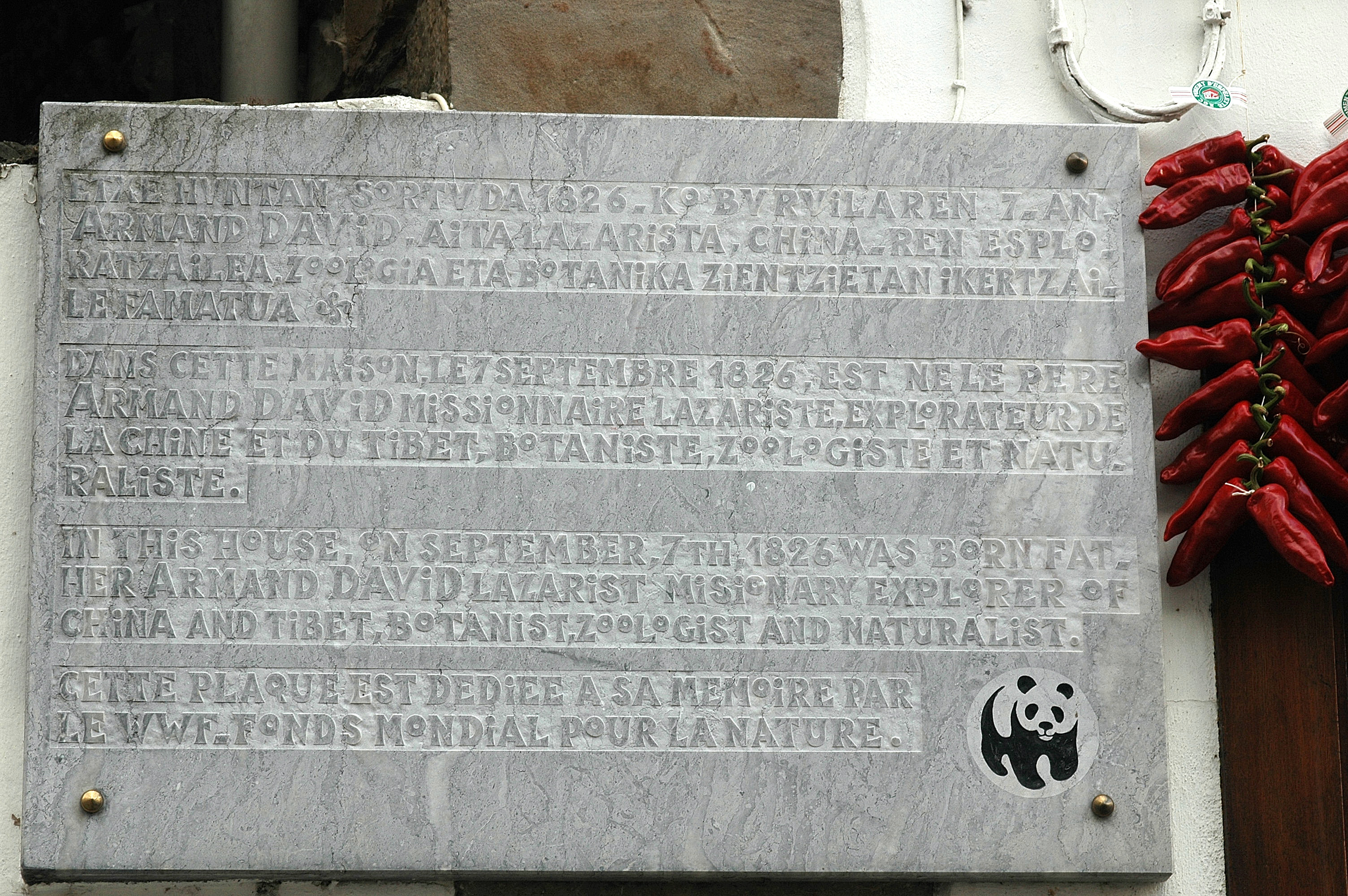
Placa en memoria del padre Davis por el WWF, World Wide Fund for Nature

- 1872. Voyage de l'abbé David en Chine, lettre au secrétaire général, Bull. de la Société géographique
- 1874. Voyage dans la Chine occidentale, Bull. de la Société géographique
- 1875. Journal de mon troisième voyage d'exploration dans l'Empire chinois. Hachette, París, dos vols.
- 1875. Voyage en Mongolie, Bull. de la Société géographique
- 1876. Second voyage d'exploration dans l'Ouest de la Chine, Bull. de la Société géographique
- 1877. Les Oiseaux de la Chine. Con Émile Oustalet (1844-1905). G. Masson, París, dos vols.
- 1888. Notice sur quelques services rendus aux sciences naturelles par les missionnaires de l'Extrême-Orient, Missions catholiques
- 1889. La Faune chinoise. Mémoire présenté au Congrès scientifique international des catholiques tenu à Paris en 1888, Ann. de philosophie chrétienne

## Honores

### Eponimia
- (Cornaceae) Davidia BAILL.[1]

## Abreviatura (zoología)
La abreviatura David  se emplea para indicar a Armand David como autoridad en la descripción y taxonomía en zoología.

- La abreviatura «David» se emplea para indicar a Armand David como autoridad en la descripción y clasificación científica de los vegetales.[2]